# Wissenschaftsjournalismus
Wissenschaftsjournalismus (auch Wissensjournalismus, englisch Science Journalism) ist ein journalistischer Teilbereich wie Sport- oder Wirtschaftsjournalismus, der sich mit Themen und Ereignissen in der Wissenschaft beschäftigt sowie den gesellschaftlichen Bereichen, die Bezug zur Wissenschaft aufweisen. Dazu zählt die journalistische Berichterstattung über wissenschaftliche Erkenntnisse und Diskurse, Entwicklungen innerhalb der institutionellen Wissenschaft sowie die Randgebiete Wissenschaftsethik, Forschungs- und Wissenschaftspolitik. Wissenschaftsjournalisten vermitteln zwischen den Wissenschaften und den Massenmedien bzw. der Öffentlichkeit. Sie erklären wissenschaftliche Erkenntnisse, ordnen sie ein und verdeutlichen die Bedeutung dieser Erkenntnisse.

## Verhältnis zwischen Journalismus und Wissenschaft
Wissenschaftsjournalismus ist ein Teil des Kommunikationsfeldes Wissenschaftskommunikation, zu dem die interne und externe Wissenschaftskommunikation sowie die Wissenschaftsberichterstattung zählen. Bei Wissenschaftsberichterstattung wird zwischen Wissenschafts-PR und Wissenschaftsjournalismus unterschieden. Wissenschafts-PR sind Meldungen von Forschungsinstituten, Universitäten und Fachverbänden, in denen es weniger um möglichst exakt beschriebene Wirklichkeit, sondern vermehrt auch um Einfluss, Aufmerksamkeit und Ansehen geht. Daher wird die einordnend-kritisierende Kraft eines starken Wissenschaftsjournalismus als kritisches Korrektiv der Wissenschaft benötigt.
Bis in die 1990er-Jahre herrschte eine Sichtweise der Aufgabe des Wissenschaftsjournalismus als „Sprachrohr der Wissenschaft“ vor, wobei die Idee einer Aufklärung, Vermittlung und Akzeptanzschaffung aus der Wissenschaft heraus in eine unwissende Laienöffentlichkeit leittragend war. Heute wird Wissenschaftsjournalismus weiterhin eine Vermittlerrolle zugeschrieben, um über Wissenschaftsfortschritt zu berichten und ihn kritisch zu analysieren, gleichzeitig wahrt er nach eigenem Selbstverständnis auch eine kritische Distanz zu wissenschaftlichen Institutionen. Der Wissenschaftsjournalismus wendet somit journalistische Kriterien auch bei der Darstellung von Wissenschaft an. Anders als etwa der politische oder der Wirtschafts-Journalismus teilt der Wissenschaftsjournalismus mit seinem Berichtsgegenstand die systemischen Code in dem Sinn, dass beide Institutionen „wahrheitscodiert“ sind.

## Berichterstattung
Innerhalb der wissenschaftlichen Forschung zum Wissenschaftsjournalismus (beispielsweise Journalismusforschung, Kommunikatorforschung) gibt es keine klare Definition für die Themen und Berichterstattung des Wissenschaftsjournalismus. Im Mittelpunkt stehen Themen aus den Naturwissenschaften, der Technik sowie der empirischen Geschichts- und Sozialwissenschaft. Geisteswissenschaftliche Fragestellungen werden oftmals im Kulturjournalismus behandelt, wobei sie viele aktuelle Forschungen als Teil des Wissenschaftsjournalismus begreifen.

### Themen der Berichterstattung
Innerhalb der Forschungsliteratur werden unter anderem drei Berichterstattungsthemen des Wissenschaftsjournalismus definiert: (1) gesellschaftlich relevante Themen, (2) Themen menschlicher Neugier und (3) kleinteiliger, wissenschaftlicher Fortschritt. Weitere Forschungen unterscheiden zwischen wissenschaftsorientiertem (aktuelle Fachtagungen und Forschungen) und verbraucherorientiertem (Zuschauerfragen, Entertainment-Wissenschaft, „Sciencetainment“) Wissenschaftsjournalismus. Eine weitere Definition unterteilt Wissenschaftsjournalismus in fünf Themenwelten:
1. Berichterstattung im traditionellen Sinn nach Nachrichtenwert, Publikumsinteresse und gesellschaftlichem Kontext
2. Themen der aktuellen Medienagenda
3. Wissensvermittlung als Spaß und Unterhaltung
4. Nutzwert, Rat und Orientierung
5. Zielgruppenorientierter Wissenschaftsjournalismus

### Entwicklung der Ressorts
Gegenüber anderen klassischen Ressorts galt der Wissenschaftsjournalismus bis in die 1980er Jahre hinein in Deutschland noch als fast exotische Angelegenheit und spielte in vielen Redaktionen eine meist nur untergeordnete Sonderrolle. Wissenschaftsjournalismus wird auch das „verspätete Ressort“ genannt. In den großen Zeitungen und Zeitschriften sowie in Rundfunkanstalten ist das Ressort Wissenschaft meist für die klassische Berichterstattung über Naturwissenschaften, Technik und Medizin zuständig. Heute sind Wissenschaftsjournalisten vermehrt außerhalb des klassischen Ressorts im inhaltlich meist weiter gefassten Bereich „Wissen“ tätig. Üblicherweise berichten Wissenschaftsjournalisten im Rahmen eigenständiger Spartenseiten oder -sendungen. Ebenso liefern sie – insbesondere bei aktuellen Anlässen – Berichte an andere Ressorts und Sendungen.

### Umgang mit wissenschaftlicher Unsicherheit
Cornelia Varwig zeigte 2020 anhand des Themas Burn-Out, wie schwierig Berichterstattung bei unklarer Faktenlage ist. Obwohl sich Wissenschaft immer auf dem Prüfstand befindet, werden wissenschaftliche Einschränkungen wie Methodik oder Stichprobengrößen im Wissenschaftsjournalismus oft weggelassen. Werden allerdings Wissenschaft oder wissenschaftliche Ergebnisse in den Medien als unsicher dargestellt, wird diesen tendenziell weniger vertraut, was jedoch keine negativen Auswirkungen auf das Interesse an Wissenschaft oder das Vertrauen in Wissenschaftler überträgt.

## Berufsbild
Der Zugang zum Wissenschaftsjournalismus verlangt in der Regel ein Hochschulstudium sowie eine journalistische Ausbildung. In den USA und dem Vereinigten Königreich gibt es nichtsdestotrotz zahlreiche Beispiele erfolgreicher Wissenschaftsjournalisten, die zuerst eine Karriere als Wissenschaftler angestrebt, diese dann aber zugunsten des Journalismus verworfen hatten, so wie Carl Zimmer oder Ed Yong. Sie haben weder ein journalistisches Hochschulstudium noch eine Journalistenschule abgeschlossen. Wissenschaftsjournalisten arbeiten freiberuflich oder festangestellt, für Presse, Radio, Fernsehen und im Online-Journalismus. Gelegentlich schreiben sie auch populärwissenschaftliche Literatur. Darüber hinaus sind sie zunehmend in der Presse- und Öffentlichkeitsarbeit wissenschaftlich-technisch ausgerichteter Unternehmen und in wissenschaftlichen Einrichtungen (Hochschulen, Forschungsinstituten, Stiftungen, Verbänden) tätig.
Die Wissenschafts-Pressekonferenz (WPK) ist ein deutscher Berufsverband von Wissenschaftsjournalisten.

## Selbst- und Rollenverständnis
Ein individuelles Selbst- und Rollenverständnis legt die Parameter dessen fest, was in einem bestimmten institutionellen Kontext wünschenswert ist. Die Wahrnehmung der institutionellen Rolle von Journalisten stellt wichtige Form des kulturellen Kapitals im journalistischen Feld dar.

### Verständnis von Wissenschaftsjournalisten
Im Vergleich zu generalisierter aufgestellten Journalisten besitzen Wissenschaftsjournalisten meist Spezialwissen, das ihnen eine gewisse Exklusivität zusichert und sind oftmals als Experten auf einem Gebiet. Sie unterscheiden sich hinsichtlich ihres sozialen Profils nur leicht von anderen Journalisten: Sie sind etwas älter, haben häufig höhere formale Bildungsabschlüsse und in diesem Gebiet sind Frauen etwas überdurchschnittlich vertreten. Wissenschaftsjournalisten sehen in ihrer Arbeit die Herausforderung, über wissenschaftliche Nachrichten zu berichten beziehungsweise Ergebnisse/Fakten zu vermitteln, die dem Publikum tendenziell fremd sind. Wissenschaftsjournalisten schreiben sich selbst zu, Sach- (Wissenschaft) und Fachkompetenz (Journalismus, Medienlandschaft) zu besitzen.

### Blöbaums Sonderstudie
Bernd Blöbaum untersuchte 2008 in einer Sonderauswertung der Studie „Journalismus in Deutschland 2005“ Wissenschaftsjournalisten und ihr Rollenverständnis im Vergleich anderen Journalisten. Dabei teilt er in folgende Kriterien auf, wobei die jeweiligen Prozentzahlen die Zustimmung der befragten Wissenschaftsjournalisten pro Kriterium angeben („Sehen Sie das als Ihre Aufgabe/Funktion an?“):
- Neutral-präzise Informationsvermittlung: 88 % (alle Journalisten im Vergleich:  89 %)
- Erklärung & Vermittlung komplexer Sachverhalte: 86 % (alle Journalisten im Vergleich: 79 %)
- Aktualität & Schnelligkeit: 67 % (alle Journalisten im Vergleich: 74 %)
- Trends aufzeigen & Ideen vermitteln: 59 % (alle Journalisten im Vergleich: 44 %)
- Kritik- & Kontrollfunktion: 54 % (alle Journalisten im Vergleich: 58 %)
- Auftreten/Agieren als Ratgeber: 55 % (alle Journalisten im Vergleich: 44 %)
- Erreichung eines möglichst breiten Publikums: 49 % (alle Journalisten im Vergleich: 60 %)
- Unterhaltungs- & Entspannungsfunktion: 30 % (alle Journalisten im Vergleich: 37 %)
- Beeinflussung der politischen Tagesordnung: 09 % (alle Journalisten im Vergleich: 14 %)

## Wissenschaftsjournalismus in Deutschland
Bereits in der Weimarer Republik berichtete vor allem die Zeitungspresse regelmäßig über Entwicklungen in der Forschung (Paradebeispiel: die moderne Physik). Ein spezialisierter Wissenschaftsjournalismus, der anfangs noch stark technikorientiert war, entstand 1929 mit Gründung der TELI, des weltweit ersten Verbandes von Wissenschafts- und Technikjournalisten. Einst hatten die Öffentlichkeit und auch die Journalisten selbst die Vorstellung, Wissenschaftsjournalismus sei eine Art Sprachrohr für Forscher – Wissenschaftsjournalisten „übersetzten“ lediglich die Fachsprache der Spezialisten in die Alltagssprache. Längst sehen Wissenschaftsjournalisten ihre Tätigkeit weitaus differenzierter. Sie hinterfragen, bewerten und kommentieren auch Entwicklungen in Forschung und Anwendung, in der Forschungspolitik, sowie im Umgang der Gesellschaft mit Erkenntnissen und Technologien. In der medialen Vermittlung hatten die klassischen Fernsehwissenschaftler wie Heinz Haber und Hoimar von Ditfurth eine Vorreiterrolle. Bekannte Wissenschaftsjournalisten sind beispielsweise Dieter E. Zimmer, Ranga Yogeshwar oder Manuel Stark. Gerade Stark gehört zu den Begründern einer relativ jungen Bewegung im deutschsprachigen Wissenschaftsjournalismus und der Wissenschaftskommunikation, die sich dafür einsetzt, dass Wissensvermittlung und Unterhaltung des Publikums zusammen gedacht werden müssen. In diesem Sinne plädiert er dafür, die Methoden und die Tradition des Narrativen Journalismus auch auf die Praxis des Wissenschaftsjournalismus auszuweiten. 
Seit den 1990er Jahren finden sich wissenschaftsjournalistische Berichte auch zunehmend innerhalb der Kulturjournale und der Feuilletons. Vorreiter war hierbei die Frankfurter Allgemeine Zeitung, die wissenschaftlichen Berichten in ihrem Feuilleton einen breiteren Raum gab. Die Neue Zürcher Zeitung hatte wiederum früh einen sehr ausgebauten Wissenschaftsteil. Einen Einfluss hatte die These einer Dritten Kultur des Literaturagenten John Brockman. Der zufolge gewinnen die Naturwissenschaften und die Technik heute in wachsendem Maße eine kulturelle Bedeutung und übernehmen somit eine Rolle, die früher der Philosophie und den literarischen Essayisten vorbehalten war. Auch wenn nicht alle Medien diese Haltung explizit vertreten, sind wissenschaftliche Themen – oft aufbereitet von Wissenschaftsjournalisten – heute regelmäßiger Bestandteil der Kulturberichterstattung. Ansonsten hängt die Arbeitsweise von Wissenschaftsjournalisten vom jeweiligen Medium ab.

### Boulevardisierung
Boulevardisierung im Wissenschaftsjournalismus ist eine eher publikums- und dienstleistungsorientierte Berichterstattung im Vergleich eines kritischen Informationsjournalismus. Helene Berg analysierte Printartikel von FAZ, SZ, Frankfurter Rundschau und der ZEIT zwischen 1995 und 2014 mit dem Ergebnis, dass Boulevardisierungstendenzen zwar nicht verneint werden können, es sich dabei nicht um einen derartigen Umwälzungsprozess handelt, wie er von Kritikern befürchtet und montiert wird. Boulevardisierungsprozesse haben sich mit Blick auf die Inhalte der Wissenschaftsberichterstattung nicht vollzogen. In ihrer Dissertation untersuchte Wissenschaftsjournalistin Pia Nitz die unterhaltsame Gestaltung von audiovisuellen Informationssendungen mit dem Ergebnis, dass eine unterhaltsame Filmgestaltung negative Auswirkungen auf die Wahrnehmung der Informationsqualität haben kann.

### Anzahl von Wissenschaftsjournalisten in Deutschland
Die Anzahl der Wissenschaftsjournalisten ist schwer zu bestimmen. Zahlen aus 2006 gehen von circa 3.000 hauptberuflichen Wissenschaftsjournalisten in Deutschland aus, was allerdings redaktions-/ressortübergreifende oder freie Tätigkeiten ausschließt.

### Fernsehen
In den 1960er Jahren hatten die populärwissenschaftlichen Fernsehsendungen über Astronomie mit Heinz Haber hohe Einschaltquoten, 1970 Jean Pütz mit Energie, die treibende Kraft, wie auch von 1971 bis 1983 die ZDF-Sendereihe Querschnitt von Hoimar von Ditfurth. Im Fernsehen der DDR gab es von 1977 bis 1990 die Wissenschaftssendung AHA, die vom damaligen Direktor der Berliner Archenhold-Sternwarte Dieter B. Herrmann moderiert wurde. Beliebte Kindersendungen wie Löwenzahn bereiten Fachwissen entsprechend auf. Neuere deutschsprachige Sendeformate des Spektrums sind im Fernsehen Quarks & Co (WDR), Abenteuer Wissen mit Karsten Schwanke und Joachim Bublath (ZDF), Nano (3sat) und alpha-Centauri mit Harald Lesch (BR-alpha).
Seit 2001 ist das Format Wissen in den Vordergrund getreten. Wissensmagazine im Fernsehen etwa orientieren sich nicht primär an Forschungsergebnissen, sondern am Alltag der Zuschauer. Sie verpacken die Themen unterhaltend oder emotional und arbeiten den praktischen Nutzwert für die Zuschauer heraus. Vorreiter in diesem Genre war die ARD-Sendung Kopfball. Beispiel: clever! – Die Show, die Wissen schafft (SAT1).
Mittlerweile wechseln sich im Wissenschaftsjournalismus populärwissenschaftliche Formate mit Formaten, die vom Puls der aktuellen Wissenschaft berichten, ab. Forscher Matthias Kohring hinterfragt bereits 1997 den traditionellen Popularisierungsansatz, also die normative Funktionszuweisung von Wissenschaftsjournalismus als spezifisches Interesse und spezifische Rationalität des gesellschaftlichen Teilsystems Wissenschaft verpflichtet. 2012 plädierte Kohring für eine zukünftige Theorie des Wissenschaftsjournalismus mit genereller Abkopplung journalistischer Wissenschaftsberichterstattung vom Begriff der Wissenschaftspopularisierung. Gerade die Covid-19-Pandemie hat gezeigt, wie wichtig ein von Forschung ausgehender Wissenschaftsjournalismus ist.
Ein aktuelles Format, welches von Forschung ausgehenden Wissenschaftsjournalismus für eine junge Zielgruppe greift ist MAITHINK X (ZDFneo) mit Mai Thi Nguyen-Kim.

### Radio und Podcast
Innerhalb des Radios findet Wissenschaftsjournalismus fast ausschließlich beim öffentlich-rechtlichen Rundfunk ab. Auch viele Podcast-Angebote aus dem Wissensbereich stammen vom öffentlich-rechtlichen Rundfunk.
Eine der ältesten, noch bestehenden wissenschaftlichen Radiosendungen ist die „Aula“ im Hörfunkprogramm SWR2: das sind journalistisch redigierte allgemeinverständliche Vorträge von Wissenschaftlern. Heutzutage haben die meisten öffentlich-rechtlich Rundfunkanstalten zumindest in einigen ihrer Programme eigenständige Wissenschaftssendungen: u. a. WDR5 „Quarks“, „Forschung aktuell“ im Deutschlandfunk, SWR2 „Impuls“, SWR2 Wissen, „IQ – Wissenschaft und Forschung“ (Nachfolgesendung von „Radius“ und „Kugelblitz“) und „radioWissen“ (Nachfolgesendung des Schulfunks) auf Bayern 2.
Einige der Sendungen erreichen heute als Podcast ein größeres Publikum als im klassischen Radio. Insbesondere mit der Covid-19-Pandemie konnten sich neue themenspezifische wissenschaftsjournalistische Podcasts durchsetzen wie das Coronavirus-Update des NDR mit Christian Drosten und Sandra Ciesek.

### Onlineformate
Auf YouTube gibt es zahlreiche Kanäle, die sich wissenschaftsjournalistisch mit Themen beschäftigen. Einige davon werden vom öffentlich-rechtlichen Rundfunk über funk finanziert, beispielsweise die Shows von Mai Thi Nguyen-Kim oder kurzgesagt.

### Startups und weitere Formate
Neben Wissenschaftsjournalismus in Verlagen, TV-Sendern und dem öffentlich-rechtlichen Rundfunk eröffnen Indie-Startups, hinter denen kein Sender oder Verlag steht und die sich mit Wissenschaftsberichterstattung beschäftigen. Dazu zählen die medienkritische Blogplattform Übermedien, das Online-Magazin Krautreporter, die gemeinsame Vermarktungsplattform für Wissenschaftsjournalisten RiffReporter, medien-doktor.de, wo seit 2011 medizinwissenschaftliche Beiträge anderer Medien nach definierten Kriterien bewertet werden, oder die Initiative Together for FACT NEWS.

## Förderung und Preise
Herausragende wissenschaftsjournalistische Leistungen werden mit verschiedenen Preisen und Anerkennungen gewürdigt. Dazu gehören:
- Der Georg-von-Holtzbrinck-Preis für Wissenschaftspublizistik, den die Georg-von-Holtzbrinck-Verlagsgruppe seit 1995 in den Bereichen Presse und elektronische Medien auslobt; er ist mit jeweils 5.000 Euro dotiert.
- Der Universitas-Preis für Wissenschaftsjournalismus. Die Hanns-Martin-Schleyer-Stiftung ehrt damit 2017 Dagny Lüdemanns langjähriges Wirken als Brückenbauerin zwischen Wissenschaft und Gesellschaft. Der Preis wird alle zwei Jahre verliehen.
- Alle drei Jahre vergibt die DECHEMA anlässlich der Achema-Messe den mit 10.000 Euro dotierten ACHEMA-Medienpreis für Wissenschaftsjournalismus. Bis 1999 war der Preis ein reiner Fernsehpreis. 2012 wurde der Preis erstmals für alle Mediengattungen geöffnet.
- Ehemals jährlich vergab Sanofi-Aventis den HEUREKA-Journalistenpreis für junge Wissenschaftsjournalisten, jeweils in den Bereichen Print, Hörfunk, Fernsehen und online. Das Preisgeld betrug jeweils 5.000 Euro. Teilnahmeberechtigt waren Journalisten bis zu einem Alter von 35. Im Rahmen der Wissenswerte in Bremen wurde der HEUREKA-Journalistenpreis im November 2010 zum letzten Mal vergeben.
- Alle zwei Jahre überreicht das österreichische Bundesministerium für Wissenschaft und Forschung den Österreichischen Staatspreis für Wissenschaftspublizistik.
- Alle zwei Jahre vergibt VDI-Gesellschaft Energietechnik den Robert-Mayer-Preis. Er ist mit jeweils 5.000 Euro dotiert und wird für journalistisch beispielhafte Darstellungen des Beitrags der Energietechnik zur Lösung der Energieprobleme vergeben.
- Der Medienpreis der Deutschen Gesellschaft für Geographie. Er wird alle zwei Jahre im Rahmen des Deutschen Geographentags vergeben.
- Der Wilhelm und Ingeborg Roloff-Preis, ausgeschrieben durch die Deutsche Lungenstiftung. Der erste Preis ist mit 3.000 Euro, der zweite mit 2.000 Euro dotiert; er wird alle zwei Jahre für vorbildliche Beiträge zur Lungenheilkunde/Pneumologie vergeben.
- Der „acatech Punkt“ – Preis für Technikjournalismus und Technikfotografie.
- Die „Wissenschaftsbücher des Jahres“, jährlich verliehen von der Zeitschrift bild der Wissenschaft für herausragende populärwissenschaftliche Bücher in den sechs Kategorien „Hintergrund“, „Zündstoff“, „Unterhaltung“, Ästhetik", „Perspektive“ und „Überraschung“.
- Der Matheon-Medienpreis würdigt jährlich herausragende journalistische Texte von Nachwuchsjournalistinnen und -journalisten zum Thema Mathematik in technologischen Anwendungen.
- Der Medienpreis Luft- und Raumfahrt wird einmal jährlich vergeben und würdigt Beiträge von Nicht-Fachjournalisten, die das Thema Luft- und Raumfahrt einem breiten Publikum zugänglich machen.
- Seit 2006 verleiht das Wissenschaftsressort des Landes Steiermark den Inge Morath-Preis für Wissenschaftspublizistik alljährlich in den drei Kategorien österreichische Printmedien, österreichische elektronische Medien und internationale Medien.
- Seit 2008 verleiht die Stiftung experimentelle Biomedizin jährlich den mit 20.000 Schweizer Franken dotierten Peter-Hans-Hofschneider-Recherchepreis für Wissenschafts- und Medizinjournalismus für journalistische Arbeiten aus den Bereichen Wissenschaft und Forschung mit überzeugender Darstellung politischer, wissenschaftlicher oder gesellschaftlicher Hintergründe.
- Seit 2009 schreibt das Deutsche Netzwerk Evidenzbasierte Medizin (DNEbM) e. V. den Journalistenpreis „Evidenzbasierte Medizin in den Medien“ aus. Der mit 1.500 € dotierte Preis würdigt journalistische Arbeiten, in denen Prinzipien der Evidenzbasierten Medizin eine zentrale Rolle spielen.
- In unregelmäßigen Abständen verleiht die Gesellschaft Deutscher Chemiker den mit 7.500 € dotierten Preis der GDCh für Journalisten und Schriftsteller.

## Belege
1. 1 2 3  Winfried Göpfert: Was ist überhaupt Wissenschaftsjournalismus?: Alles, nur nicht langweilig, trocken und unverständlich. In: Wissenschafts-Journalismus. Springer Fachmedien Wiesbaden, Wiesbaden 2019, ISBN 978-3-658-17883-3, S. 4–6, doi:10.1007/978-3-658-17884-0_1.
2. 1 2  H. Berg: Wissenschaftsjournalismus zwischen Elfenbeinturm und Boulevard: Eine Langzeitanalyse der Wissenschaftsberichterstattung deutscher Zeitungen. Springer Fachmedien, 2018, S. 5, doi:10.1007/978-3-658-21157-8.
3. ↑  Matthias Kohring: Die Funktion des Wissenschaftsjournalismus: Ein systemtheoretischer Entwurf. VS Verlag für Sozialwissenschaften, 1997, S. 270–271, doi:10.1007/978-3-322-86877-0.
4. ↑  B. Blöbaum: Wissenschaftsjournalismus. In: H. Bonfadelli, B. Fähnrich, C. Lüthje, J. Milde, M. Rhomberg, & M. S. Schäfer (Hrsg.): Forschungsfeld Wissenschaftskommunikation. Springer Fachmedien, 2017, S. 221–228, doi:10.1007/978-3-658-12898-2_12.
5. 1 2  Matthias Kohring: Vertrauen statt Wissen. Qualität im Wissenschaftsjournalismus. In: G. Kienzlen, J. Lublinski, & V. Stollorz (Hrsg.): Fakt, Fiktion, Fälschung. Trends im Wissenschaftsjournalismus. UKW, 2007, S. 25–38.
6. ↑  M. Schäfer: Wissenschaftliches Fast-Food. Wandlungsprozesse in der Wissenschaftskommunikation. In: Forschung und Lehre, 22(11). Wissenschaftsmanagement online, 2015, abgerufen am 29. März 2022.
7. ↑  Günter Haaf: Nach einfach kommt falsch: Herausforderungen im Wissenschaftsjournalismus. In: Zeitschrift für Evidenz, Fortbildung und Qualität im Gesundheitswesen. Band 106, Nr. 3, 2012, S. 175, doi:10.1016/j.zefq.2012.03.013 (elsevier.com [abgerufen am 29. März 2022]).
8. ↑  Matthias Kohring: Die Wissenschaft des Wissenschaftsjournalismus: Eine Forschungskritik und ein Alternativvorschlag. In: C. Y. Robertson-von Trotha & J. M. Morcillo (Hrsg.): Öffentliche Wissenschaft & neue Medien. KIT Scientific Publishing, 2012, S. 182.
9. ↑  Nicola Kuhrt: Wissenschaftsjournalismus zwischen Utopie und Netzpessimismus. In: Öffentliche Vernunft? De Gruyter, 2019, ISBN 978-3-11-061424-4, S. 52–53, doi:10.1515/9783110614244-006.
10. 1 2  Christian Schwägerl: Gründergeist für einen Journalismus, der Wissenschaft und Gesellschaft verbindet. In: Wissenschaft und Gesellschaft: Ein vertrauensvoller Dialog. Springer Berlin Heidelberg, Berlin, Heidelberg 2020, ISBN 978-3-662-59465-0, S. 187, doi:10.1007/978-3-662-59466-7_14.
11. ↑  Rainer Kurlemann: Schreiben am Limit: Wissenschaftsjournalismus zwischen Anspruch und Wirklichkeit. In: Wissenschaft und Gesellschaft: Ein vertrauensvoller Dialog. Springer Berlin Heidelberg, Berlin, Heidelberg 2020, ISBN 978-3-662-59465-0, S. 180, doi:10.1007/978-3-662-59466-7_13.
12. ↑  Cornelia Varwig: Kommunizieren oder verschweigen – Wie geht man mit wissenschaftlicher Unsicherheit um? In: Wissenschaft und Gesellschaft: Ein vertrauensvoller Dialog. Springer Berlin Heidelberg, Berlin, Heidelberg 2020, ISBN 978-3-662-59465-0, S. 212, doi:10.1007/978-3-662-59466-7_15.
13. ↑  Helena Berg: Wissenschaftsjournalismus zwischen Elfenbeinturm und Boulevard. Springer Fachmedien Wiesbaden, Wiesbaden 2018, ISBN 978-3-658-21156-1, S. 8, doi:10.1007/978-3-658-21157-8 (springer.com [abgerufen am 29. März 2022]): „Sprachrohr der Wissenschaft“
14. ↑  Helena Berg: Wissenschaftsjournalismus zwischen Elfenbeinturm und Boulevard. Springer Fachmedien Wiesbaden, Wiesbaden 2018, ISBN 978-3-658-21156-1, S. 9–10, doi:10.1007/978-3-658-21157-8.
15. ↑  Matthias Kohring: Die Funktion des Wissenschaftsjournalismus. VS Verlag für Sozialwissenschaften, Wiesbaden 1997, ISBN 978-3-531-12938-9, S. 160–161, doi:10.1007/978-3-322-86877-0.
16. ↑  Matthias Kohring: Die Funktion des Wissenschaftsjournalismus. VS Verlag für Sozialwissenschaften, Wiesbaden 1997, ISBN 978-3-531-12938-9, S. 25, doi:10.1007/978-3-322-86877-0.
17. ↑  Helena Berg: Wissenschaftsjournalismus zwischen Elfenbeinturm und Boulevard. Springer Fachmedien Wiesbaden, Wiesbaden 2018, ISBN 978-3-658-21156-1, S. 8, 10–11, doi:10.1007/978-3-658-21157-8.
18. ↑  Helena Berg: Wissenschaftsjournalismus zwischen Elfenbeinturm und Boulevard. Springer Fachmedien Wiesbaden, Wiesbaden 2018, ISBN 978-3-658-21156-1, S. 10, doi:10.1007/978-3-658-21157-8 (springer.com [abgerufen am 29. März 2022]): „... innerhalb derer Journalisten nach ihren Regeln operieren und mithin eigene Kriterien bei der Darstellung von Wissenschaft anwenden“
19. ↑  Gábor Paál: Wo Luhmann sich verrannt hat. In: meta. wpk, 22. November 2014, abgerufen am 7. Januar 2024.
20. ↑  Alexander Mäder: Der wissenschaftliche Faktencheck. In: Wissenschaft und Gesellschaft: Ein vertrauensvoller Dialog: Positionen und Perspektiven der Wissenschaftskommunikation heute. Springer, Berlin, Heidelberg 2020, ISBN 978-3-662-59466-7, S. 217, doi:10.1007/978-3-662-59466-7_16.
21. ↑  Klaus Meier, Frank Feldmeier: Wissenschaftsjournalismus und Wissenschafts-PR im Wandel: Eine Studie zu Berufsfeldern, Marktentwicklung und Ausbildung. In: Publizistik. Band 50, Nr. 2, Juni 2005, ISSN 0033-4006, S. 208, doi:10.1007/s11616-005-0126-4.
22. 1 2  Frank Grotelüschen: Wissenschaft im Radio: … denn Radio ist Kino im Kopf. In: Wissenschafts-Journalismus. Springer Fachmedien Wiesbaden, Wiesbaden 2019, ISBN 978-3-658-17883-3, S. 102–103, doi:10.1007/978-3-658-17884-0_10.
23. ↑  Klaus Meier: Medien und andere Arbeitsfelder: Nicht überall, wo Wissenschaft drauf steht, ist auch Wissenschaft drin. In: Wissenschafts-Journalismus. Springer Fachmedien Wiesbaden, Wiesbaden 2019, ISBN 978-3-658-17883-3, S. 30–34, doi:10.1007/978-3-658-17884-0_4.
24. 1 2  Kerstin von Aretin, Günther Wess: Wissenschaft erfolgreich kommunizieren. Wiley-VCH, 2005, ISBN 3-527-31308-7.
25. ↑  W. Hömberg: Das verspätete Ressort. Die Situation des Wissenschaftsjournalismus. UKW, Dortmund 1990 (Dissertation).
26. ↑  Cornelia Varwig: Kommunizieren oder verschweigen – Wie geht man mit wissenschaftlicher Unsicherheit um? In: Wissenschaft und Gesellschaft: Ein vertrauensvoller Dialog. Springer Berlin Heidelberg, Berlin, Heidelberg 2020, ISBN 978-3-662-59465-0, S. 205–209, doi:10.1007/978-3-662-59466-7_15.
27. ↑  Martin W. Angler: Science Journalism: An Introduction. Routledge, 2017, ISBN 978-1-138-94549-4.
28. ↑  Thomas Hanitzsch, Tim P. Vos: Journalistic Roles and the Struggle Over Institutional Identity: The Discursive Constitution of Journalism: Journalistic Roles and Institutional Identity. In: Communication Theory. Band 27, Nr. 2, Mai 2017, S. 129, doi:10.1111/comt.12112 (oup.com [abgerufen am 30. März 2022]).
29. ↑  Thomas R. Schmidt, Regina G. Lawrence: Engaged Journalism and News Work: A Sociotechnical Analysis of Organizational Dynamics and Professional Challenges. In: Journalism Practice. Band 14, Nr. 5, 27. Mai 2020, ISSN 1751-2786, S. 522, doi:10.1080/17512786.2020.1731319.
30. ↑  Tim P. Vos, Martin Eichholz, Tatsiana Karaliova: Audiences and Journalistic Capital: Roles of journalism. In: Journalism Studies. Band 20, Nr. 7, 19. Mai 2019, ISSN 1461-670X, S. 1011, doi:10.1080/1461670X.2018.1477551.
31. ↑  Edson C. Tandoc, Lea Hellmueller, Tim P. Vos: MIND THE GAP: Between journalistic role conception and role enactment. In: Journalism Practice. Band 7, Nr. 5, Oktober 2013, ISSN 1751-2786, S. 539, 541, doi:10.1080/17512786.2012.726503.
32. ↑  Thomas Hanitzsch: Deconstructing Journalism Culture: Toward a Universal Theory. In: Communication Theory. Band 17, Nr. 4, November 2007, ISSN 1050-3293, S. 371–373, doi:10.1111/j.1468-2885.2007.00303.x (oup.com [abgerufen am 30. März 2022]).
33. ↑  Sascha Karberg: Freie Journalisten: Frei, kreativ – und unsicher. In: Wissenschafts-Journalismus. Springer Fachmedien Wiesbaden, Wiesbaden 2019, ISBN 978-3-658-17883-3, S. 46, doi:10.1007/978-3-658-17884-0_5.
34. ↑  Bernd Blöbaum: Wissenschaftsjournalismus. In: Forschungsfeld Wissenschaftskommunikation. Springer Fachmedien Wiesbaden, Wiesbaden 2017, ISBN 978-3-658-12897-5, S. 227, doi:10.1007/978-3-658-12898-2_12 (springer.com [abgerufen am 29. März 2022]): „... unterscheiden sich hinsichtlich ihres sozialen Profils nur leicht von anderen Journalisten: Sie sind etwas älter, haben häufig höhere formale Bildungsabschlüsse und in diesem Gebiet sind Frauen etwas überdurchschnittlich vertreten“
35. 1 2  Pia Nitz: Hauptsache unterhaltsam? 2016, S. 338, 342, doi:10.17877/DE290R-16901 (tu-dortmund.de [abgerufen am 29. März 2022]).
36. ↑  Tanjev Schultz: Wahrheit und Zweifel: Zur Zukunft des Wissenschaftsjournalismus. In: Ordnung der Wissenschaft. 2020, ISSN 2197-9197, S. 97, doi:10.17176/20200327-225509-0 (vifa-recht.de [abgerufen am 29. März 2022]).
37. ↑  Hans Peter Peters, Arlena Jung: Wissenschaftler und Journalisten: Nicht unbedingt beste Freunde, aber sie verstehen einander immer besser. In: Wissenschafts-Journalismus. Springer Fachmedien Wiesbaden, Wiesbaden 2019, ISBN 978-3-658-17883-3, S. 12, doi:10.1007/978-3-658-17884-0_2.
38. ↑  Rainer Kurlemann: Schreiben am Limit: Wissenschaftsjournalismus zwischen Anspruch und Wirklichkeit. In: Wissenschaft und Gesellschaft: Ein vertrauensvoller Dialog. Springer Berlin Heidelberg, Berlin, Heidelberg 2020, ISBN 978-3-662-59465-0, S. 181, doi:10.1007/978-3-662-59466-7_13.
39. ↑  Klaus Meier: Wissenschaftsjournalismus als Beruf: Reich werden die wenigsten, aber für viele ist es der schönste Beruf der Welt. In: Wissenschafts-Journalismus. Springer Fachmedien Wiesbaden, Wiesbaden 2019, ISBN 978-3-658-17883-3, S. 22–23, doi:10.1007/978-3-658-17884-0_3.
40. ↑  S. Weischenberg, M. Malik, & A. Scholl: Journalismus in Deutschland 2005. Zentrale Befunde der aktuellen Repräsentativbefragung deutscher Journalisten. In: Media Perspektiven. Band 2006, Nr. 7, 2006, S. 346–361.
41. ↑  B. Blöbaum: Wissenschaftsjournalisten in Deutschland. Profil, Tätigkeiten und Rollenverständnis. In: H. Hettwer, M. Lehmkuhl, H. Wormer, & F. Zotta (Hrsg.): WissensWelten. Wissenschaftsjournalismus in Theorie und Praxis. Bertelsmann, 2008, S. 254.
42. ↑  Helena Berg: Wissenschaftsjournalismus zwischen Elfenbeinturm und Boulevard. Springer Fachmedien Wiesbaden, Wiesbaden 2018, ISBN 978-3-658-21156-1, S. 31–34, doi:10.1007/978-3-658-21157-8.
43. ↑  Helena Berg: Wissenschaftsjournalismus zwischen Elfenbeinturm und Boulevard. Springer Fachmedien Wiesbaden, Wiesbaden 2018, ISBN 978-3-658-21156-1, S. 203, doi:10.1007/978-3-658-21157-8.
44. ↑  Bernd Blöbaum: Wissenschaftsjournalismus. In: Forschungsfeld Wissenschaftskommunikation. Springer Fachmedien Wiesbaden, Wiesbaden 2017, ISBN 978-3-658-12897-5, S. 227, doi:10.1007/978-3-658-12898-2_12.
45. ↑  Helena Berg: Wissenschaftsjournalismus zwischen Elfenbeinturm und Boulevard. Springer Fachmedien Wiesbaden, Wiesbaden 2018, ISBN 978-3-658-21156-1, S. 15, doi:10.1007/978-3-658-21157-8.
46. ↑  Alfred Kirpal, Andreas Ilsmann: Die DDR als Wissenschaftsland? Themen und Inhalte von Wissenschaftsmagazinen im DDR-Fernsehen. Hrsg.: Der Rektor der Technischen Universität Ilmenau (= Diskussionsbeiträge, Institut für Medien- und Kommunikationswissenschaft. Nr. 13). August 2004, ISSN 1617-9048, S. 10 (db-thueringen.de [PDF]).
47. ↑  Matthias Kohring: Die Funktion des Wissenschaftsjournalismus. VS Verlag für Sozialwissenschaften, Wiesbaden 1997, ISBN 978-3-531-12938-9, S. 84, doi:10.1007/978-3-322-86877-0.
48. ↑  Matthias Kohring: Die Wissenschaft des Wissenschaftsjournalismus: Eine Forschungskritik und ein Alternativvorschlag. In: C. Y. Robertson-von Trotha, J. M. Morcillo (Hrsg.): Öffentliche Wissenschaft & neue Medien. KIT Scientific Publishing, 2012, S. 144–145.
49. ↑  Rainer Kurlemann: Schreiben am Limit: Wissenschaftsjournalismus zwischen Anspruch und Wirklichkeit. In: Wissenschaft und Gesellschaft: Ein vertrauensvoller Dialog. Springer Berlin Heidelberg, Berlin, Heidelberg 2020, ISBN 978-3-662-59465-0, S. 179, doi:10.1007/978-3-662-59466-7_13.
50. ↑  Nicola Kuhrt: Wissenschaftsjournalismus zwischen Utopie und Netzpessimismus. In: Öffentliche Vernunft? De Gruyter, 2019, ISBN 978-3-11-061424-4, S. 60, doi:10.1515/9783110614244-006.
51. ↑  Christian Schwägerl: Gründergeist für einen Journalismus, der Wissenschaft und Gesellschaft verbindet. In: Wissenschaft und Gesellschaft: Ein vertrauensvoller Dialog. Springer Berlin Heidelberg, Berlin, Heidelberg 2020, ISBN 978-3-662-59465-0, S. 200–202, doi:10.1007/978-3-662-59466-7_14.
52. ↑  Günter Haaf: Nach einfach kommt falsch: Herausforderungen im Wissenschaftsjournalismus. In: Zeitschrift für Evidenz, Fortbildung und Qualität im Gesundheitswesen. Band 106, Nr. 3, 2012, S. 181, doi:10.1016/j.zefq.2012.03.013 (elsevier.com [abgerufen am 29. März 2022]).
53. ↑  (hier Website zum Buch mit weiterführenden Informationen zum Wissenschaftsjournalismus)